# مجموعة المهيدب
مجموعة المهيدب هي عبارة عن مجموعة عالمية من الشركات الخاصة مقرها في المملكة العربية السعودية أسسها عبد القادر بن عبد المحسن المهيدب  في عام 1946م. الرئيس الحالي لمجلس الإدارة هو سليمان المهيدب.

## التاريخ
أول شركة تأسست عام 1946م تحت مسمى شركة عبد اللطيف وعبد القادر المهيدب. كانت أولى مجالاتها بيع مواد البناء والمواد الغذائية بالجملة. في عام 1959م تغير اسم الشركة إلى شركة المهيدب والنافع، وفي عام 1979 تغير مجدداً حتى يصبح مجموعة شركات أ. ك. المهيدب وأولاده
 مجموعة شركات أ. ك. المهيدب وأولاده بدأت ببيع مواد الصناعات الغذائية في عام 1959، وتسويق وتوزيع الأرز. هذا القسم بقي القسم الأعلى نمواً في هذه المجموعة، مما خول الشركة للتوسع وضم عدة مواد غذائية أخرى وهكذا أدت إلى إنشاء سلسة منافذ بيع بالجملة، ومحلات كبيرة (اندمجت الآن مع باندا). مجالات الأخرى للشركة هي مواد البناء، فقد ازدهرت بازدهار الاقتصاد السعودي والتطوير الصناعي.

## وصلات خارجية
موقع موسوعة المهيدب الطبية
موقع مجموعة المهيدب